# Pardwa górska

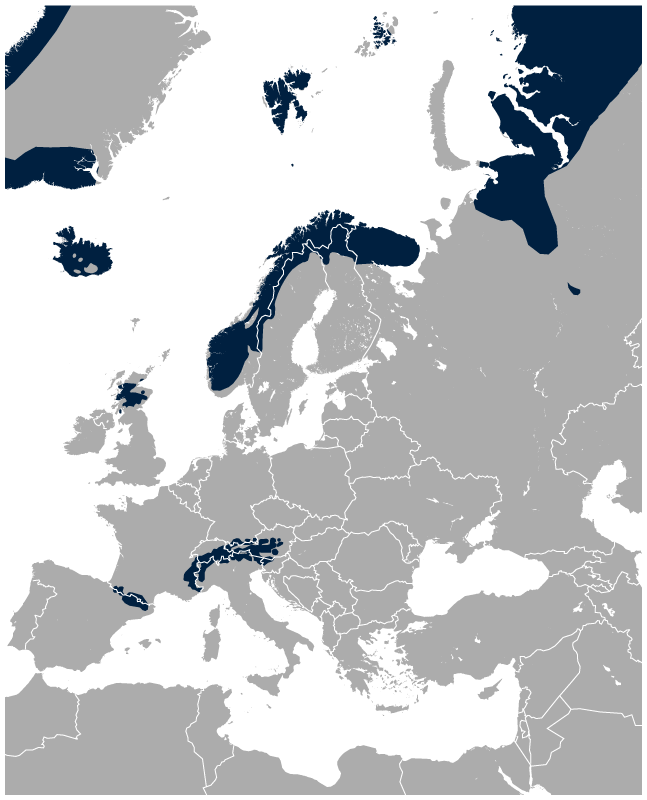
Występowanie w Europie

Pardwa górska (Lagopus muta) – gatunek średniej wielkości ptaka z rodziny kurowatych (Phasianidae), zamieszkujący północną część Półwyspu Skandynawskiego, Szkocję, Islandię, północną część Azji i Ameryki Północnej. Jako relikt izolowane populacje w Alpach i Pirenejach.

## Systematyka
Systematyka tego gatunku jest skomplikowana, głównie ze względu na złożony proces pierzenia. Niektórzy autorzy wyróżniają nawet 30 podgatunków. Wiele podgatunków tylko nieznacznie różni się od siebie kolorem i wzorem letniego upierzenia. Międzynarodowy Komitet Ornitologiczny (IOC) wyróżnia 23 podgatunki L. muta:
- L. muta muta (Montus, 1781) – północna Skandynawia do Półwyspu Kolskiego.
- L. muta millaisi Hartert, 1923 – Szkocja.
- L. muta helvetica (Thienemann, 1829) – Alpy.
- L. muta pyrenaica Hartert, 1921 – środkowe i wschodnie Pireneje.
- L. muta pleskei Serebrovski, 1926 – północna Syberia.
- L. muta nadezdae Serebrovski, 1926 – południowa Syberia, północna Mongolia.
- L. muta gerasimovi Red'kin, 2005 – Wyspa Karagińska.
- L. muta ridgwayi Stejneger, 1884 – Wyspy Komandorskie.
- L. muta kurilensis Kuroda, 1924 – Wyspy Kurylskie.
- L. muta japonica A. H. Clark, 1907 – Honsiu.
- L. muta evermanni D. G. Elliot, 1896 – Attu (zachodnie Aleuty).
- L. muta townsendi D. G. Elliot, 1896 – Kiska, Amczitka, Little Sitkin i Wyspy Szczurze (zachodnie Aleuty); obejmuje populację wydzielaną niekiedy do podgatunku gabrielsoni.
- L. muta atkhensis Turner, 1882 – Tanaga, Adak, Atka (zachodnio-środkowe Aleuty); obejmuje populacje wydzielane niekiedy do podgatunków sanfordi i chamberlaini.
- L. muta yunaskensis Gabrielson & Lincoln, 1951 – Yunaska (środkowe Aleuty).
- L. muta nelsoni Stejneger, 1884 – Unimak i Unalaska (wschodnie Aleuty) i południowa Alaska.
- L. muta dixoni Grinnell, 1909 – Glacier Bay i południowo-wschodnia Alaska.
- L. muta rupestris (J. F. Gmelin, 1789) – północna Ameryka Północna.
- L. muta welchi Brewster, 1885 – Nowa Fundlandia.
- L. muta saturata Salomonsen, 1950 – północno-zachodnia Grenlandia.
- L. muta macruros Schiøler, 1925 (syn. L. muta capta J. L. Peters, 1934) – północno-wschodnia Grenlandia.
- L. m. reinhardi (C. L. Brehm, 1824) – południowa Grenlandia.
- L. muta hyperborea Sundevall, 1845 – Svalbard, Ziemia Franciszka Józefa.
- L. muta islandorum (Faber, 1822) – Islandia.

## Morfologia
Cechy gatunkuLatem upierzenie samców na grzbiecie i piersiach szarobrunatne lub szaro-czarne. Samica w żółtobrązowy marmurek. Szata zimowa biała, z czarną smugą wokół oka i czarnym ogonem. Skrzydła białe. Nogi i dziób mocne. Szyja zaznaczona. Szata osobników młodocianych przypomina upierzenie samicy.
Wymiary średnie
- Długość ciała ok. 36 cm
- Rozpiętość skrzydeł 60 cm
- Masa ciała ok. 400–480 g

## Ekologia

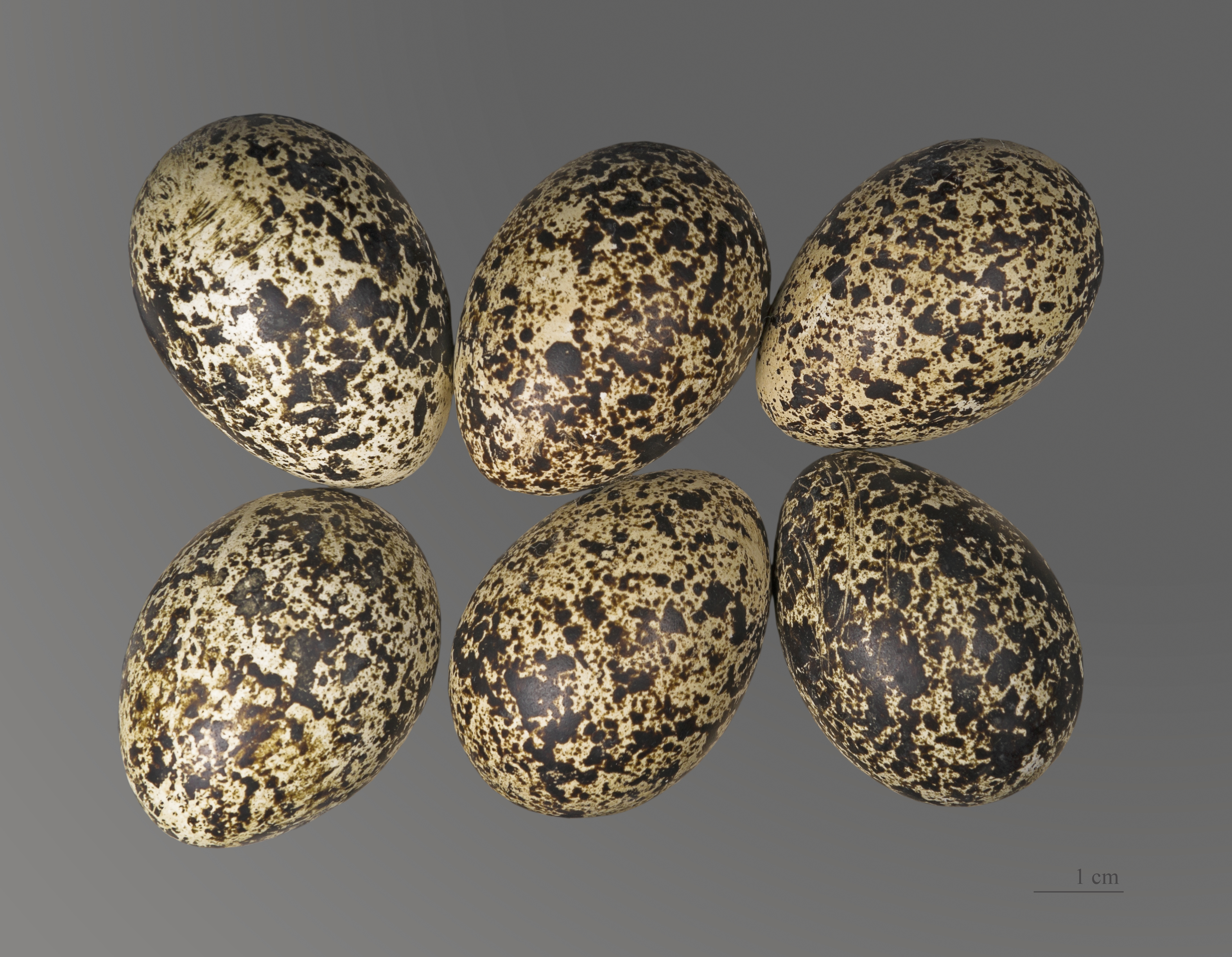
Jaja pardwy górskiej

BiotopSkaliste urwiska powyżej granicy lasu, na dalekiej północy, w tundrze, na obszarach holarktycznych. Ptak osiadły.
GniazdoNaziemne, wśród rumowisk skalnych.
JajaLekko nakrapiane, składane od V do VII, w liczbie 6–10.
WysiadywanieJaja wysiaduje samica przez okres 21–24 dni. Pisklęta zostają dłuższy czas przy rodzicach.
PożywienieRóżne rośliny górskie lub tundrowe, owady.